# Shamoli Ray
Shamoli Ray (in bengali শ্যামলী•রায়; Narail, 5 aprile 1994) è un'ex arciera bangladese.
Ha rappresentato il Bangladesh ai giochi olimpici di Rio de Janeiro 2016.

## Biografia
Shamoli Ray ha iniziato a praticare il tiro con l'arco sportivo nel 2007, e nel 2010 ha fatto il suo esordio internazionale.

### Campionati mondiali
Ha preso parte a due edizioni dei campionati mondiali di tiro con l'arco, nel 2013 in Turchia e nel 2015 in Danimarca.
A Belek, nel concorso individuale fu 113ª nel turno di qualificazione, non qualificandosi per la fase ad eliminazione diretta. Nel concorso a squadre miste (la squadra era composta dalla Ray e da Ruman Shana) furono quarantatreesimi: anche in questo caso non raggiunsero la fase a eliminazione diretta.
Due anni dopo, a Copenaghen ha gareggiato nelle stesse due competizioni: nell'individuale femminile si è classificata 81ª nel round di qualificazione, venendo poi battuta 0-6 al primo turno dall'arciera giapponese Nagamine Saori; nella gara a squadre miste (con Md Ruman Shama) fu invece 38ª su 60 squadre partecipanti, non accedendo alla fase ad eliminazione diretta.

### Giochi asiatici
La Ray ha preso parte al torneo di tiro con l'arco dei XVII Giochi asiatici disputati ad Incheon nel 2014. Il 36º posto nel turno di qualificazione le valse l'accesso alla fase ad eliminazione diretta. Al primo turno incontrò l'indonesiana Diananda Choirunisa, che ebbe la meglio per 6-2.

### Giochi olimpici
La Ray ha partecipato ai giochi di Rio de Janeiro 2016 grazie ad un invito della commissione tripartita del CIO: è stata la prima arciera donna del suo paese a partecipare alle olimpiadi.
Nel round di qualificazione è giunta al 53º posto, con 600 punti. Al primo turno ha affrontato la messicana Gaby Schloesser, dalla quale venne sconfitta per 0-6.
È stata designata quale alfiera del Bangladesh alla cerimonia di chiusura.